# Abantis
Abantis es un género de lepidópteros ditrisios de la subfamilia Pyrginae dentro de la familia Hesperiidae.

## Especies
- Abantis bismarcki Karsch, 1892
- Abantis bamptoni Collins & Larsen, 1994
- Abantis efulensis Holland, 1896
- Abantis leucogaster (Mabille, 1890)
- Abantis tettensis Hopffer, 1855
- Abantis bicolor (Trimen, 1864)
- Abantis arctomarginata Lathy, 1901
- Abantis zambesiaca (Westwood, 1874)
- Abantis paradisea (Butler, 1870)
- Abantis meru Evans, 1947
- Abantis venosa Trimen, 1889
- Abantis elegantula (Mabille, 1890)
- Abantis contigua Evans, 1937
- Abantis eltringhami Jordan, 1932
- Abantis ja Druce, 1909
- Abantis lucretia Druce, 1909
- Abantis maesseni Miller, 1971
- Abantis meneliki Berger, 1979
- Abantis nigeriana Butler, 1901
- Abantis pseudonigeriana Usher, 1984
- Abantis rubra Holland, 1920
- Abantis tanobia Collins & Larsen, 2005
- Abantis vidua Weymer, 1901